# مران مخملي
المُران المخملي (باللاتينية: Fraxinus velutina) نوع نباتي ينتمي إلى جنس المُران من الفصيلة الزيتونية.
موطنه أمريكا الشمالية في جنوب غرب الولايات المتحدة من كاليفورنيا وأريزونا إلى شرق تكساس وشمال ولاية باخا كاليفورنيا في المكسيك.